# Fantasmes et Fantômes
 (décembre 2019).
Pour plus de détails, voir Fiche technique et Distribution.
Fantasmes et Fantômes est une comédie horrifique française, réalisé par Noël Herpe, sorti en 2017.

## Synopsis
À partir de trois pièces de l'époque 1900, où alternent burlesque et épouvante, le premier long métrage de Noël Herpe décline son goût pour les conventions de la fiction. Situations extrêmes, décors en trompe-l’œil, adresses au spectateur : tout lui est bon pour ranimer, sur les ruines d’un certain théâtre, le plaisir du cinéma.

## Fiche technique
- Titre original : Fantasmes et Fantômes
- Réalisation : Noël Herpe
- Scénario : Noël Herpe, d'après les pièces de Georges Courteline et André de Lorde
- Décors : Cyril Duret
- Costumes : Cyril Duret
- Photographie : Laurent Coltelloni, Nils et Pierre Warolin, assistés d'Isabel Alvarez Rico
- Montage : Emmanuelle Gachet
- Étalonnage et effets spéciaux : Pierre Laffargue
- Son : Pascal Ribier, assisté de Pauline Amelin et Clovis Tisserand
- Musique : François Regis
- Assistants réalisation : Martin Mirabel, Hugo Lippert et Martin Yoyotte-Husson
- Régie : Alexander Graff et Elise Lacroix
- Producteur : Carole Chassaing
- Production : Tamara Films
- Pays d'origine :  France
- Durée : 77 minutes
- Date de sortie :  France - 4 octobre 2017

## Distribution
- Paul Chassaing
- Vincent Chenille
- Arthur Dreyfus
- Cyril Duret
- Michelle Herpe-Voslinsky
- Noël Herpe
- Émile Janvier
- Thibaud Jara-Ureta
- Elise Lacroix
- Christophe Nivelle
- Nils Ramme
- Sylvie Robic
- Laurent Talon
- Matthias Turcaud
- Nils Warolin
- Martin Yoyotte-Husson

## Accueil critique
- Marcos Uzal, dans Libération, estime que Noël Herpe, « dans ces bricolages fauchés et fièrement anachroniques (...) assume son goût des conventions et artifices théâtraux et rend hommage à des genres populaires et désuets dont ses écrits n'ont cessé de faire l’éloge nostalgique : le théâtre de boulevard, le grand-guignol, les dramatiques de l’ORTF, les fantaisies télévisuelles de Jean-Christophe Averty »[1].

Cette section ne s'appuie pas, ou pas assez, sur des sources secondaires ou tertiaires indépendantes du sujet.

Pour l'améliorer, ajoutez-en, ou placez des modèles {{Source secondaire souhaitée}} ou {{Source secondaire nécessaire}} sur les passages mal sourcés. (mai 2022)
- Philippe Rouyer écrit dans "Positif": "Trois expérimentations formelles antinaturalistes, trois réussites. "
- Jacques Morice écrit dans "Télérama": " Le deuxième sketch (…) est parfait d'angoisse en crescendo."

- On[Qui ?] peut lire aussi dans "Première" : "A travers une vraie création technique, qui joue sur l'espace de la scène, Noël Herpe tente de développer un regard nouveau sur la théâtralité.”